# The Comey Rule
The Comey Rule is een Amerikaanse politieke miniserie. De tweedelige reeks, die gebaseerd werd op het non-fictieboek A Higher Loyalty van gewezen FBI-directeur James Comey, werd op 27 en 28 september 2020 uitgezonden door de Amerikaanse betaalzender Showtime. De hoofdrollen worden vertolkt door Jeff Daniels en Brendan Gleeson.

## Verhaal
FBI-directeur James Comey onderzoekt de banden tussen Rusland en het campagneteam van de pas verkozen Amerikaanse president Donald Trump, die echter verwacht dat Comey zijn loyaliteit toont.

## Rolverdeling
| Acteur / actrice   | Personage       |
| ------------------ | --------------- |
| Jeff Daniels       | James Comey     |
| Brendan Gleeson    | Donald Trump    |
| Michael Kelly      | Andrew McCabe   |
| Jennifer Ehle      | Patrice Comey   |
| Holly Hunter       | Sally Yates     |
| Peter Coyote       | Robert Mueller  |
| Steven Pasquale    | Peter Strzok    |
| Oona Chaplin       | Lisa Page       |
| Scoot McNairy      | Rod Rosenstein  |
| William Sadler     | Michael Flynn   |
| T.R. Knight        | Reince Priebus  |
| Kingsley Ben-Adir  | Barack Obama    |
| Brian d'Arcy James | Mark Giuliano   |
| Steve Zissis       | Jim Baker       |
| Shawn Doyle        | Bill Priestap   |
| Jonathan Banks     | James Clapper   |
| Jefferson Mays     | Chuck Rosenberg |
| Seann Gallagher    | Jim Rybicki     |
| Amy Seimetz        | Trisha Anderson |
| Damon Gupton       | Jeh Johnson     |
| Joe Lo Truglio     | Jeff Sessions   |
| Michael Hyatt      | Loretta Lynch   |
| Spencer Garrett    | Bill Sweeney    |

## Productie

### Voorgeschiedenis
In november 2016 werd Donald Trump verkozen als de 45e president van de Verenigde Staten. FBI-directeur James Comey speelde een maand voor de verkiezingen een opvallende rol door publiekelijk te onthullen dat de FBI een nieuw onderzoek naar het controversieel e-mailgebruik van Hillary Clinton, de tegenkandidate van Trump, had opgestart. In de nasleep van de verkiezing openden Comey en de FBI dan weer een onderzoek naar de vermeende banden tussen Rusland en Trumps campagneteam. Begin mei 2017 werd Comey door Trump ontslagen. Comey bracht nadien met A Higher Loyalty (Nederlandstalige titel: Loyaliteit) een boek uit over zijn slechte relatie met Trump en zijn controversieel ontslag.

### Ontwikkeling
In januari 2018 werd producent Shane Salerno benaderd om het boek van Comey te verfilmen. Salerno en regisseur Billy Ray ondernamen verschillende pogingen om zowel Comey als diens echtgenote te overtuigen dat ze de geschikte personen waren om Comey's verhaal te vertellen. Na lang aandringen gaf Comey zijn toestemming om het boek te verfilmen. Er werd ook toenadering gezocht tot Trump, maar omdat al snel duidelijk werd dat het Witte Huis het script zou willen zijn, kwam het uiteindelijk nooit tot een samenwerking.

### Casting en opnames
Jeff Daniels en Brendan Gleeson werden benaderd om respectievelijk Comey en Trump te vertolken. Omdat Daniels aanvankelijk niet beschikbaar was vanwege zijn hoofdrol in een Broadway-opvoering van To Kill a Mockingbird werden voor zijn rol ook Kyle Chandler en Liev Schreiber overwogen.
Gleeson had aanvankelijk geen interesse in het vertolken van Trump, waardoor op een gegeven moment ook Anthony Hopkins voor de rol overwogen werd. Pas na lang aandringen en de garantie dat hij het project niet zou moeten promoten, zegde Gleeson toe.
Begin oktober 2019 werd het project aangekondigd en raakte de casting van Daniels en Gleeson officieel bekend. Diezelfde maand werd de cast uitgebreid met onder meer Michael Kelly, Jennifer Ehle, Holly Hunter, Peter Coyote en Oona Chaplin.
De opnames gingen in november 2019 van start in Toronto. De productie beschikte over een budget van 40 miljoen dollar.

## Release
In juni 2020 werd bericht dat ViacomCBS, het moederbedrijf van zender Showtime, overwoog om de serie pas na de presidentsverkiezingen van 3 november 2020 uit te zenden, hoewel de makers van de serie beloofd was dat de serie voor de verkiezingen zou uitgezonden worden. Het nieuws zorgde voor ophef in de media en teleurstelling bij de makers van de serie. Zo liet hoofdrolspeler Jeff Daniels weten dat hij niet langer bereid was om het project te promoten. In de Amerikaanse filmpers werd als mogelijke verklaring voor de aangekondigde releasewijziging gewezen naar de band tussen ViacomCBS, en in het bijzonder voorzitster Shari Redstone, en Trump.
Het bedrijf stapte uiteindelijk van het plan af. Eind juli 2020 werd de eerste trailer van de serie verspreid en raakte bekend dat de serie op 27 en 28 september 2020 zou uitgezonden worden.

## Afleveringen
| Afl. | Titel                     | Regie & scenario | Première          |
| ---- | ------------------------- | ---------------- | ----------------- |
| 1    | "The Comey Rule – Part 1" | Billy Ray        | 27 september 2020 |
| 2    | "The Comey Rule – Part 2" | Billy Ray        | 28 september 2020 |

## Prijzen en nominaties
| Jaar | Prijs         | Categorie                                      | Genomineerde(n) | Uitslag     |
| ---- | ------------- | ---------------------------------------------- | --------------- | ----------- |
| 2021 | Golden Globes | Beste acteur (miniserie/tv-film)               | Jeff Daniels    | Genomineerd |
| 2021 | Golden Globes | Beste acteur in een bijrol (miniserie/tv-film) | Brendan Gleeson | Genomineerd |